# Conde de Lautréamont
Isidore Lucien Ducasse (Montevideo, Uruguay, 4 de abril de 1846 - París, Francia, 24 de noviembre de 1870), también conocido como Conde de Lautréamont (en francés, Comte de Lautréamont), fue un poeta nacido en Montevideo, Uruguay. Póstumamente ganó estatus como un «poeta de culto» con sus obras Los cantos de Maldoror, sus Poesías (en francés Poésies) y su prematura muerte que lo convirtieron en un mito en la historia de la poesía francesa moderna que prefiguró a la aparición del surrealismo.
Desconocido durante toda su corta vida, llevó a extremos inéditos el culto romántico al mal y, aunque se le suele clasificar entre los poetas decadentistas, es considerado uno de los precursores del surrealismo.

## Biografía
Hijo del diplomático francés François Ducasse, asignado al consulado general de Francia de Montevideo, Isidore nace en Montevideo en 1846 durante la Guerra Grande que finalizaría en 1851. Su madre, Celestine Jaquette Davezac, también francesa, fallece el 10 de diciembre de 1847, cuando Isidore tenía un año y ocho meses. De acuerdo con algunos críticos los acontecimientos ligados a su niñez en medio de la guerra habrían influido fuertemente en su carácter. 
A los 13 años Isidore Ducasse fue enviado como interno al Liceo imperial de Tarbes y después a la ciudad de Pau. En aquella época, su tutor era Jean Dazet, un reconocido prohombre de Tarbes. Se sabe que después de un viaje al Uruguay en 1867, volvió a París y se instaló en la calle de Notre-Dame-des-Victoires. Su padre, que permaneció en Montevideo hasta su muerte en 1889, le enviaba módicas sumas de dinero para su sustento.

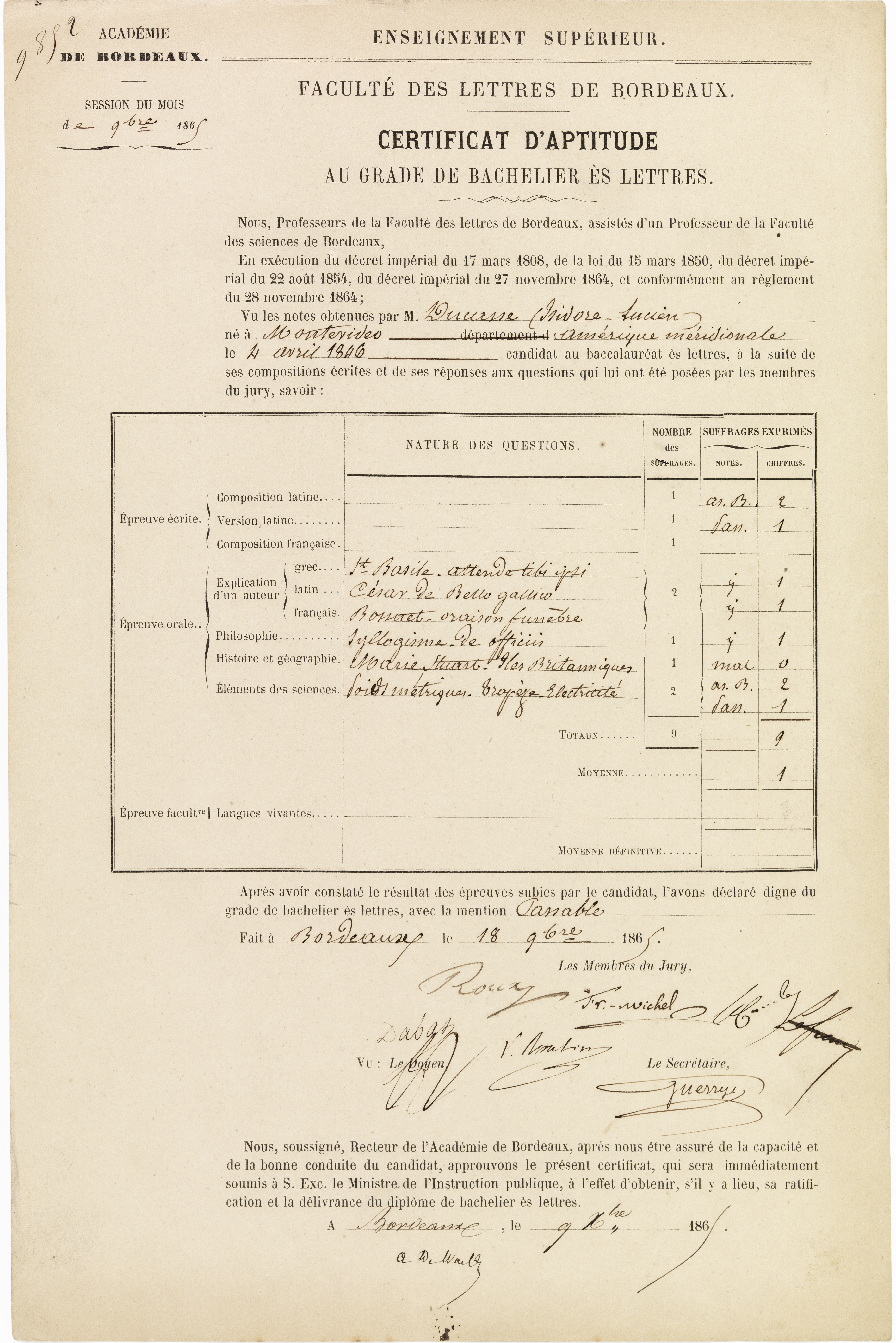
Bachillerato de Isidore Ducasse, 1865

Debió de empezar estudios superiores, cuya naturaleza sin embargo resulta desconocida (a menudo se supone su concurso de ingreso en la École polytechnique). Publica los primeros cantos poéticos de su obra Los cantos de Maldoror en 1868 (la obra completa será impresa en Bélgica un año más tarde). Sin embargo, el editor Lacroix se negó a vender el libro porque temía ser acusado de blasfemia u obscenidad. En 1870 habita en la calle Vivienne y publica las Poesías, cuya publicidad aparecerá en la Revue populaire de París.
Isidore-Lucien Ducasse falleció en noviembre de 1870, a los 24 años. Poco antes, había hecho imprimir la edición completa de sus Cantos de Maldoror, una mínima tirada de 10 ejemplares que el editor, Albert Lacroix, de Bruselas, consintió en hacer ante el ruego del autor, temeroso del escándalo que podía producir semejante literatura. De todos modos, Ducasse ya no parecía a esa altura muy interesado en ese libro cuyo primer canto había publicado dos años antes, sin mención de autor. Ducasse pagó el costo de la impresión. En la casi invisible edición belga aparece el seudónimo de Conde de Lautréamont. La obra, ahora considerada hito fundamental de la historia de la poesía moderna, no alcanzó en su momento notoriedad alguna.
En una postrera carta al editor Lacroix lo interrogaba sobre el estado de su edición al tiempo que le informaba de sus últimos trabajos:

I. Ducasse, 
Faubourg Montmartre, 32.
¿Lacroix ha consentido en la edición o qué ha hecho? ¿O es que la ha rechazado usted?. Él no me ha dicho nada al respecto, y yo no lo he visto desde entonces.

¿Sabe?, he renegado de mi pasado. Ya no cantó más que a la esperanza; pero, para ello, es preciso primero atacar contra la duda de este siglo (melancolías, tristezas, dolores, desesperos, lúgubres relinchos, maldades artificiales, orgullos pueriles, cómicas maldiciones, etc., etc.). En una obra que llevaré a Lacroix a primeros de marzo, tomo en consideración las más bellas poesías de Lamartine, de Victor Hugo, de Alfred de Musset, de Byron y de Baudelaire, y las corrijo en el sentido de la esperanza; señalo qué habría hecho falta hacer. Al mismo tiempo corrijo seis piezas de las peores de mi santo libro.

La anonimia en la edición parcial y el seudónimo en la edición completa, la escasa tirada de una y la escasísima de la otra, más la falta de datos biográficos y, durante mucho tiempo, hasta de un retrato del autor, hizo de Lautréamont un misterio que, durante décadas, muchos intentaron resolver a través de una imaginación con frecuencia desenfrenada. Así, León Bloy dice que Lautréamont es el autor de un libro monstruoso -en obvia referencia a los Cantos-, lava líquida, algo insensato, negro y devorador; luego agrega que este alienado, deplorable, el más desgarrante de los alienados murió en una celda para locos furiosos... afirmación nacida solo de la acalorada mente de Bloy ya que Ducasse-Lautréamont murió en su domicilio del n.° 7, rue du Faubourg-Montmartre, en París, y, según uno de sus editores, su locura se limitaba a leer mucho, hacer largas caminatas al borde del Sena, beber mucho café, y tocar el piano para enojo de los vecinos.
Su acta de defunción fue levantada por Louis-Gustave Nast, adjunto al alcalde, el 24 de noviembre de 1870 (jueves), y dice:

Isidore Lucien Ducasse, hombre de letras, de 24 años de edad, nacido en Montevideo (América meridional), fallecido esta mañana, a las 8, en su domicilio de la calle del Faubourg-Montmartre, nº 7, sin más datos. El acta ha sido levantada en presencia del señor Jules-François Dupuis, hotelero, calle del Faubourg-Montmartre, nº 7, y de Antoine Milleret, camarero, en idéntico domicilio, testigos que han firmado con nos, Louis-Gustave Nast, adjunto del alcalde, tras haberlo leído y haber comprobado el fallecimiento ante la ley.

Al día siguiente fue enterrado en el cementerio del Norte de París; en 1890 sus restos se perdieron para siempre en el Osario de Pantin. 

## Los cantos de Maldoror

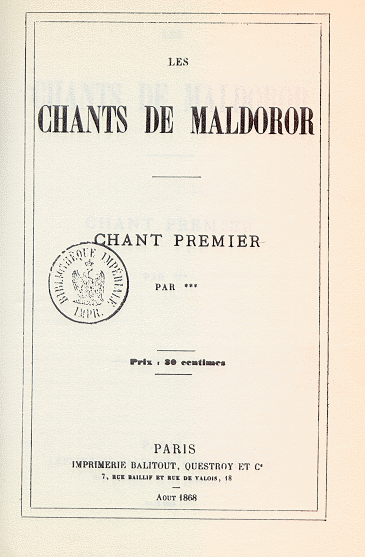
Portada de la edición anónima del canto primero de Les chants de Maldoror, París, 1868

En Los cantos de Maldoror ensalza el asesinato, el sadomasoquismo, la violencia, la blasfemia, la obscenidad, la putrefacción y la deshumanización. Los surrealistas lo rescataron del olvido e hicieron de él uno de los precursores de su movimiento.
Maldoror es una figura demoníaca suprema que aborrece a Dios y a la humanidad.
El personaje central de Los cantos de Maldoror (en francés «Mal d'Aurore», «Mal de la aurora») es una figura que reniega ferozmente de Dios y del género humano. En un libro en el que resuenan «los cascabeles de la locura», la crueldad y la violencia, Maldoror encarna la rebelión adolescente y la victoria de lo imaginario sobre lo real: su odio hacia la realidad (eso que llama «El Gran Objeto Exterior») lo separa de sus congéneres, y por este motivo sufre. Aun así, su orgullo (diríamos miltoniano) es más poderoso.
Lo grotesco, el espanto y lo ridículo en Los cantos recuerdan a la obra de otro gran antecedente del surrealismo, el Bosco. No por casualidad fue Lautréamont motivo de inspiración para escritores como Alfred Jarry, Louis Aragon, André Breton o Benjamin Péret, y artistas plásticos como René Magritte, Salvador Dalí, Amedeo Modigliani, y Man Ray.
El tono que caracteriza a la obra es fuertemente apelativo, de interpelación y de sorpresa permanente al lector desprevenido. Los Cantos de Maldoror obedecen a una estructura a la que el autor intenta ser fiel, a pesar de que su evolución testimonia lo contrario. La publicación de 1868 (sólo el primer canto) presentaba algunas partes dialogadas con indicaciones escénicas que fueron suprimidas en los siguientes. 

Es una obra inspirada en el Manfred  de Lord Byron, el Konrad  de Adam Mickiewicz y el Fausto  de Goethe. De estas figuras retendrá, sobre todo, la idea de un héroe negativo, satánico, en lucha abierta contra Dios, aunque el estilo elegido finalmente participa de la literatura épica; de ahí la división en estrofas de cada uno de los Cantos, con excepción del sexto y último, en el que la construcción de una pequeña novela de una veintena de páginas cambia el estilo hasta entonces adoptado.
Considerada por muchos una obra “maldita” se convirtió en una obra de culto y en un arcano cuyo secreto debía alejarse de ojos profanos. El Canto I fue publicado en agosto de 1868, en Bruselas  con dinero de su padre; firmó la obra con tres asteriscos, lo mismo que la segunda edición, la cual apareció en una publicación colectiva titulada "Parfums de l´âme" ("Perfumes del alma")  en 1869. En la primavera del 1869, Ducasse entrega al editor Lacroix el manuscrito completo de la obra, que nunca llegará a las librerías y de la cual sólo unos pocos ejemplares son encuadernados y entregados al autor.
Entre sus obras también figuran unos poemas publicados poco antes de su muerte. 
Su famosa comparación «bello como el encuentro fortuito, sobre una mesa de disección, de una máquina de coser y un paraguas» configura uno de los rasgos más distintivos del irracionalismo surrealista: la conjunción de realidades inconexas, dislocadas o incluso contradictorias.

## Lautréamont en español
Rubén Darío dedicó una breve semblanza a Lautréamont en su libro Los raros. Tras su descubrimiento por los surrealistas, los hermanos Gómez de la Serna publicaron una versión de Los cantos, con prólogo de Ramón y texto de Julio. La lectura del libro sirvió de inspiración directa para Pasión de la tierra, de Vicente Aleixandre.
El 22 de junio de 2003, el compositor uruguayo Leo Maslíah estrenó su ópera Maldoror, basada en el libro de Lautréamont, en el Teatro Colón de Buenos Aires.
En 2008, la banda uruguaya de punk rock La Sangre de Veronika publicó el álbum El otro está en Montevideo, en homenaje al escritor.

## Obra
- Los cantos de Maldoror (1869).
- Poesías (1870).

## Obras traducidas al español
- Los cantos de Maldoror. Madrid: Biblioteca Nueva, 1921 (trad. de Julio Gómez de la Serna; prólogo Ramón Gómez de la Serna); Barcelona: Ediciones Liberales, 1974 (trad. id.); Madrid: Guadarrama, 1982 (trad. id.); Madrid: Cátedra, 1988 (trad. de Manuel Serrat Crespo); 2004 (id.); Madrid: Visor, 1997 (trad. de Ana Alonso); Valencia: Pre-Textos, 2000 (trad. de Ángel Pariente); 2004 (id.); Madrid: Gredos, 2004 (trad. de Carlos R. Méndez); Barcelona: La otra orilla, 2007 (trad. de Manuel Serrat Crespo); Madrid: Alianza, 2009 (trad. de Ángel Pariente); 2017 (id.); Barcelona: Planeta, 2011 (trad. de Julio Gómez de la Serna; ilustr. Salvador Dalí).
- Obras completas.  Buenos Aires: Boa, 1964 (trad. de Aldo Pellegrini); Buenos Aires: Argonauta, 1967 (id.); Barcelona: Argonauta, 1978 (id.)
- Los cantos de Maldoror y otros textos (trad. de Aldo Pellegrini). Barcelona: Barral, 1970 [incluye Poesías y Cartas]
- Poesías. Sevilla: Renacimiento, 2001; 2013.
- Poemas esenciales. Barcelona: Salvat, 2022 (selección de Jesús García Sánchez, trad. de Ana Alonso).
- Los cantos de Maldoror. Poesías I y II. Cartas. Textos atribuidos. Madrid: Valdemar, 2016 (ed. y trad. de Mauro Armiño; ilustr. de Santiago Caruso).